# Ольберкис, Сигитас
Сигитас Ольберкис (лит. Sigitas Olberkis; род. 19 апреля 1997, Пакруойис, Шяуляйский уезд) — литовский футболист, защитник албанского клуба «Эльбасани».

## Биография
Родился 19 апреля 1997 года в Пакруойис, Литва. Воспитанник спортивной школы клуба Круоя.
В 2014 году играл за вторую команду клуба «Круоя», в 2015 году дебютировал за основною команду клуба играющей в высшем дивизионе Литвы. Осенью 2015 года перешел в Шяуляй. Сезон 2016 провёл в клубе «Паневежис» в первой лиге. Сезон 2017 года провёл в высшей лиге Белоруссии в могилёвском «Днепре».
Весной 2018 года перешел в латвийский клуб «Елгава». В январе 2019 года перешел в вильнюсский клуб «Жальгирис», который покинул в июне того же года. В феврале 2021 года перешёл в эстонский клуб «Легион».
С августа 2022 года играет в шведском клубе второго дивизиона «Далькурд» (Уппсала).
Выступал за молодёжную сборную Литвы с марта 2017 года. В национальную сборную Литвы вызывался в 2021 году, однако, в официальных матчах участия не принимал.